# Apidium
Apidium (‘petit bou’ en llatí, car es cregué que els primers fòssils pertanyien a un tipus de vaca) és un gènere extint de primats de la família dels parapitècids que visqueren a principis de l'Oligocè, fa entre 28,4 i 33,9 milions d'anys. Els fòssils d'Apidium són comuns al jaciment a la Governació d'el Faium (Egipte) i també se n'han trobat a Líbia i Oman.